# Klaus Kopka
Klaus Kopka (* 28. September 1939 in Sagan; † 7. November 2022) war ein deutscher Politiker (CSU).
Kopka machte eine Ausbildung zum Rechtsanwaltsgehilfen in einer Anwaltskanzlei und war von Beruf Geschäftsführer, zunächst im CSU-Bezirkswahlkreis Hof, danach im Bundestagswahlkreis Hof.
Kopka war Stadtrat in Hof und dort Fraktionsvorsitzender der CSU-Stadtratsfraktion. Von 1971 bis 1975 war er stellvertretender Landesvorsitzender der Jungen Union Bayern und von 1974 bis 1989 Vorsitzender des CSU-Kreisverbands Hof-Stadt. Ferner war er Bezirksvorsitzender der CSU-Arbeitskreise in Oberfranken für Kulturpolitik und kreisfreie Städte. Von 1974 bis 1994 war er Abgeordneter des Bayerischen Landtags. Er wurde stets direkt gewählt im Stimmkreis Hof-Ost bzw. Hof. Er war Mitglied im Vorstand der CSU-Landtagsfraktion und Vorsitzender der Arbeitsgruppe Medien in der CSU-Landtagsfraktion. Ferner war er von 1982 bis 1985 Mitglied im Rundfunkrat des Bayerischen Rundfunks und ab März 1985 Vorsitzender des Medienrats der Bayerischen Landeszentrale für Neue Medien.